# Gegenfinanzierung
Die Gegenfinanzierung ist ein Begriff aus der Kameralistik, der sich vor allem auf Haushalte der öffentlichen Hand bezieht.
Während Unternehmen sich für Ausgaben entscheiden und sie als Investitionen betrachten, die sich durch zusätzlichen Gewinn oder Kostenersparnis in der Zukunft refinanzieren, sind im haushaltsrechtlichen Rahmen Ausgaben für Reformen und Ähnliches durch entsprechende Mehreinnahmen oder reduzierte Ausgaben bei anderen Kostenpositionen gegenzufinanzieren. Die Alternative wäre eine Verschuldung.